# Distrito de Imst
Imst es un distrito del estado de Tirol (Austria). Limita por el norte con el distrito de Reutte y, en un pequeño tramo, con Baviera (Alemania); por el este con el distrito de Innsbruck-Land; por el sur con la provincia autónoma de Bolzano (Italia); y por el oeste con el distrito de Landeck.
El centro administrativo se encuentra en la ciudad de Imst. 
El distrito incluye parte del valle superior del río Eno con los valles tributarios de Ötztal, Pitztal, y Gurgltal, y la meseta Mieminger. El área está dominada por elevadas montañas alpinas entre las que se encuentran los Alpes de Stubai, de Ötzal y las montañas Mieminger.

## División administrativa
El distrito Imst se divide en 24 municipios.

### Municipios (población año 2018)
- Arzl im Pitztal 3134
- Haiming 4659
- Imst 10 504
- Imsterberg 777
- Jerzens 975
- Karres 609
- Karrösten 676
- Längenfeld 4611
- Mieming 3698
- Mils bei Imst 559
- Mötz 1219
- Nassereith 2119
- Obsteig 1316
- Oetz 2402
- Rietz 2313
- Roppen 1800
- Sautens 1601
- Silz 2560
- Sölden 3145
- St. Leonhard im Pitztal 1382
- Stams 1495
- Tarrenz 2744
- Umhausen 3220
- Wenns 2044